# Chillarón del Rey
Chillarón del Rey es un municipio y localidad española de la provincia de Guadalajara, en la comunidad autónoma de Castilla-La Mancha. El término municipal tiene una población de 84 habitantes (INE 2024).

## Historia
La vida de los habitantes de Chillarón del Rey trascurrió sometida a los avatares del momento. A mediados del siglo XVI el lugar fue aldea perteneciente al señorío del obispo de Cuenca, integrado en las llamadas tierras de Pareja, villa que detentaba la cabecera de esta zona, pertenecientes ambos a la jurisdicción de Huete.

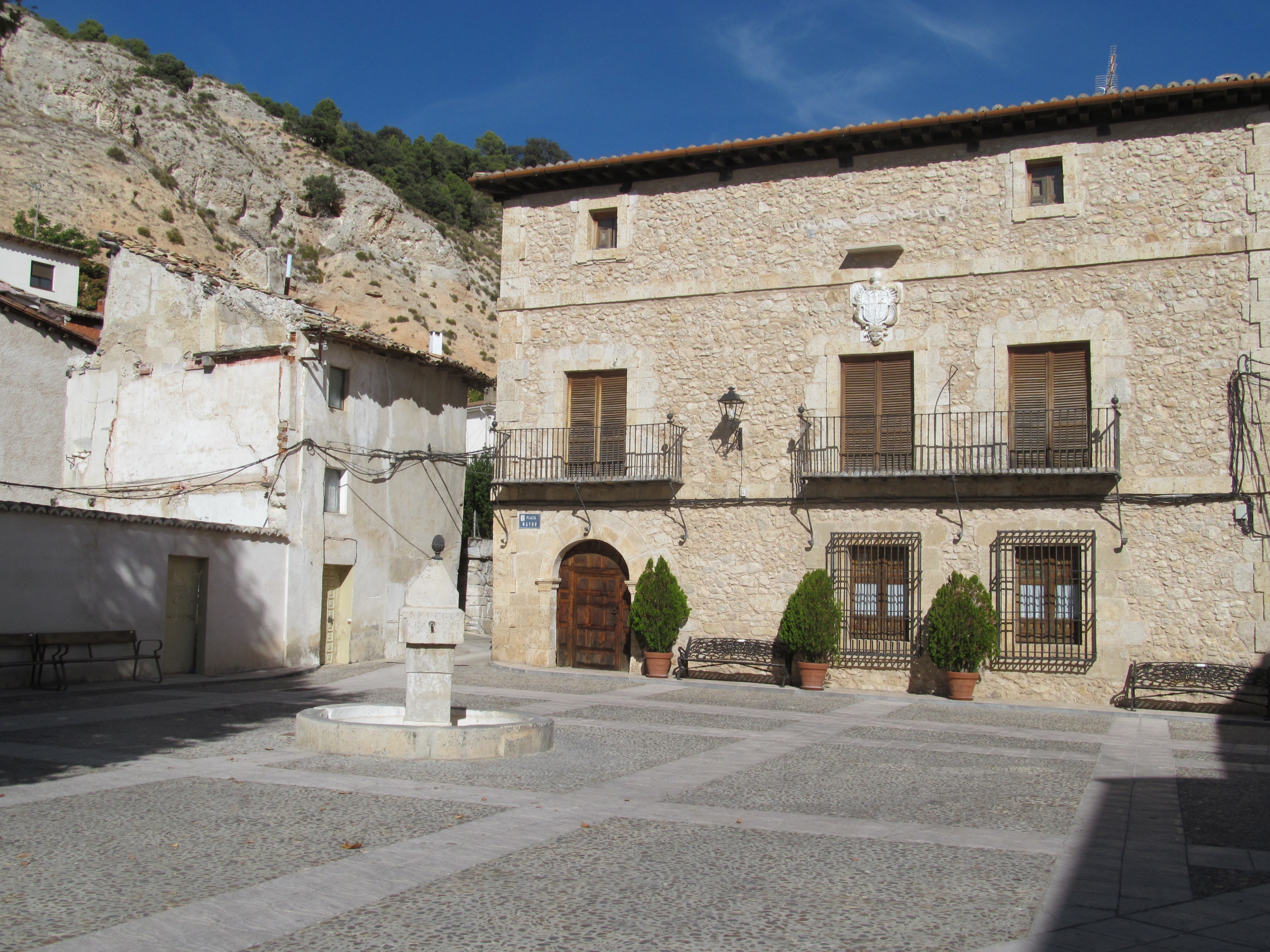
Casona del en la plaza Mayor

En este siglo y en tiempos del obispo fray Bernardo de Fresneda, la aldea solicitó ser declarada villa independiente de Pareja y en noviembre de 1569 el rey Felipe II concedió el título de villa a la hasta entonces aldea de Chillarón, adoptando a partir de esa fecha el apellido que lleva (del Rey). 
Junto a la vieja ermita de San Roque, a poniente del caserío, levantaron la picota como símbolo de villazgo. Aunque siguió en el señorío de los obispos conquenses hasta el siglo XIX, cuando llegó la abolición de los mismos con las Cortes de Cádiz. Precisamente eran sus señores quienes cobraban impuestos, ponían alcaldes y regidores.
Hacia mediados del siglo XIX, la villa tenía contabilizada una población de 481 habitantes. Aparece descrita en el séptimo volumen del Diccionario geográfico-estadístico-histórico de España y sus posesiones de Ultramar de Pascual Madoz de la siguiente manera:

CHILLARON DEL REY: v. con ayunt. en la prov. de Guadalajara (7 leg.), part. jud. de Sacedon (2), aud. terr.de Madrid (15), c. g. de Castilla la Nueva, dióc. de Cuenca (14): sit. al pie de un elevado cerro yesar, la combaten los vientos N. y NO.; goza sin embargo de clima templado, y las enfermedades mas comunes son fiebres gástricas y oftalmías: tiene 150 casas; la de ayunt. con cárcel y graneros del pósito; escuela de instruccion primaria concurrida por 24 alumnnos á cargo de un maestro dotado con 1,300 rs.; una igl. parr. de 2.º ascenso (Ntra. Sra. de los Huertos), matriz de la de Mantiel, servida por un cura párroco y un teniente encargado del anejo: térm.: confina N. Mantiel; E. Alique; S. Pareja, y O. Alocén; sirviendo de linea divisoria con este último, el r. Tajo; dentro de esta circunferencia se encuentra la erm. (San Roque), las ruinas de otras 4 y 16 fuentes: el terreno participa de montuoso y llano, parte pedregoso y parte de buena calidad, con una vega fertilizada por 2 arroyos, que pasando por la pobl., la proveen asimismo para beber y demas necesidades, y por las aguas del Tajo que se atraviesa por el puente llamado de Pareja: hay un buen bosque poblado de robustas encinas y robles. caminos: los locales en buen estado. correo: se recibe y despacha miércoles, viernes y domingos en la estafeta de Brihuega por un baligero. prod.: trigo, cebada, avena, aceite, vino, alazor, almortas, garbanzos, zumaque, cebollas, verduras, cerezas, higos y otras frutas; se cria ganado lanar y cabrio, y las caballerias necesarias para la agricultura; caza de liebres, perdices y conejos; en el Tajo se pescan buenos barbos y anguilas: ind.: la agrícola, 2 molinos harineros de represa, uno aceitero, y algunos de los oficios mas necesarios. comercio: esportacion de frutos sobrantes, en particular aceite y vino, é importacion de los artículos de consumo que faltan. pobl.: 140 vec., 481 alm. cap. prod.: 2.204,450 rs. imp.: 198,400: contr.: 14,736. presupuesto municipal: 7,000: se cubren con los productos de propios.
(Madoz, 1847, p. 326)

## Demografía
Chillarón del Rey cuenta con una población de 84 habitantes (INE 2024).

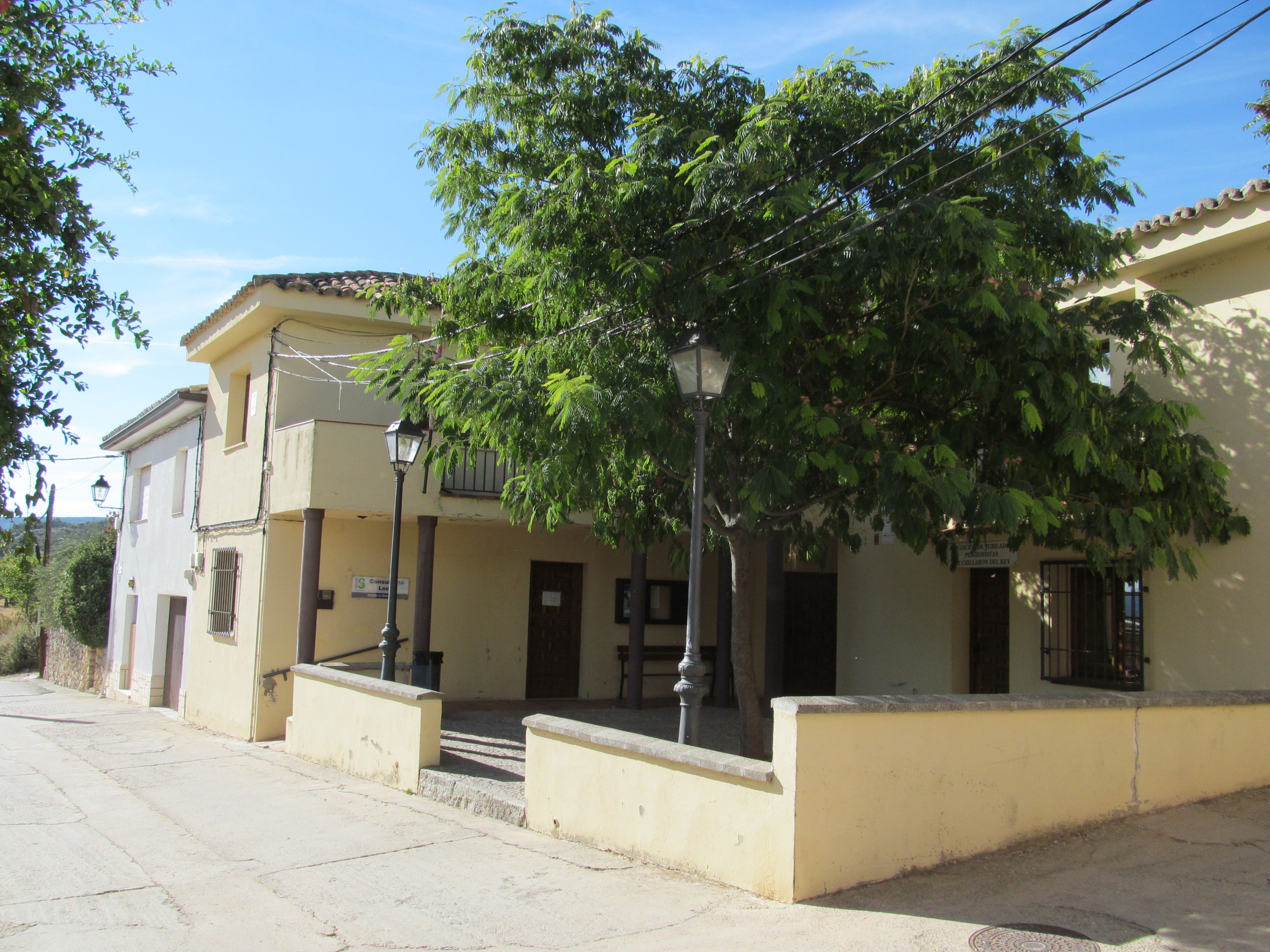
Casa consistorial

| Gráfica de evolución demográfica de Chillarón del Rey entre 1842 y 2021                                             |
| |
| Población de derecho según los censos de población del INE Población de hecho según los censos de población del INE |

| 1991 |  | 1996 |  | 2001 |  | 2004 |  | 2013 |  | 2015 |
| ---- |  | ---- |  | ---- |  | ---- |  | ---- |  | ---- |
| 141  |  | 137  |  | 113  |  | 121  |  | 108  |  | 111  |

## Patrimonio

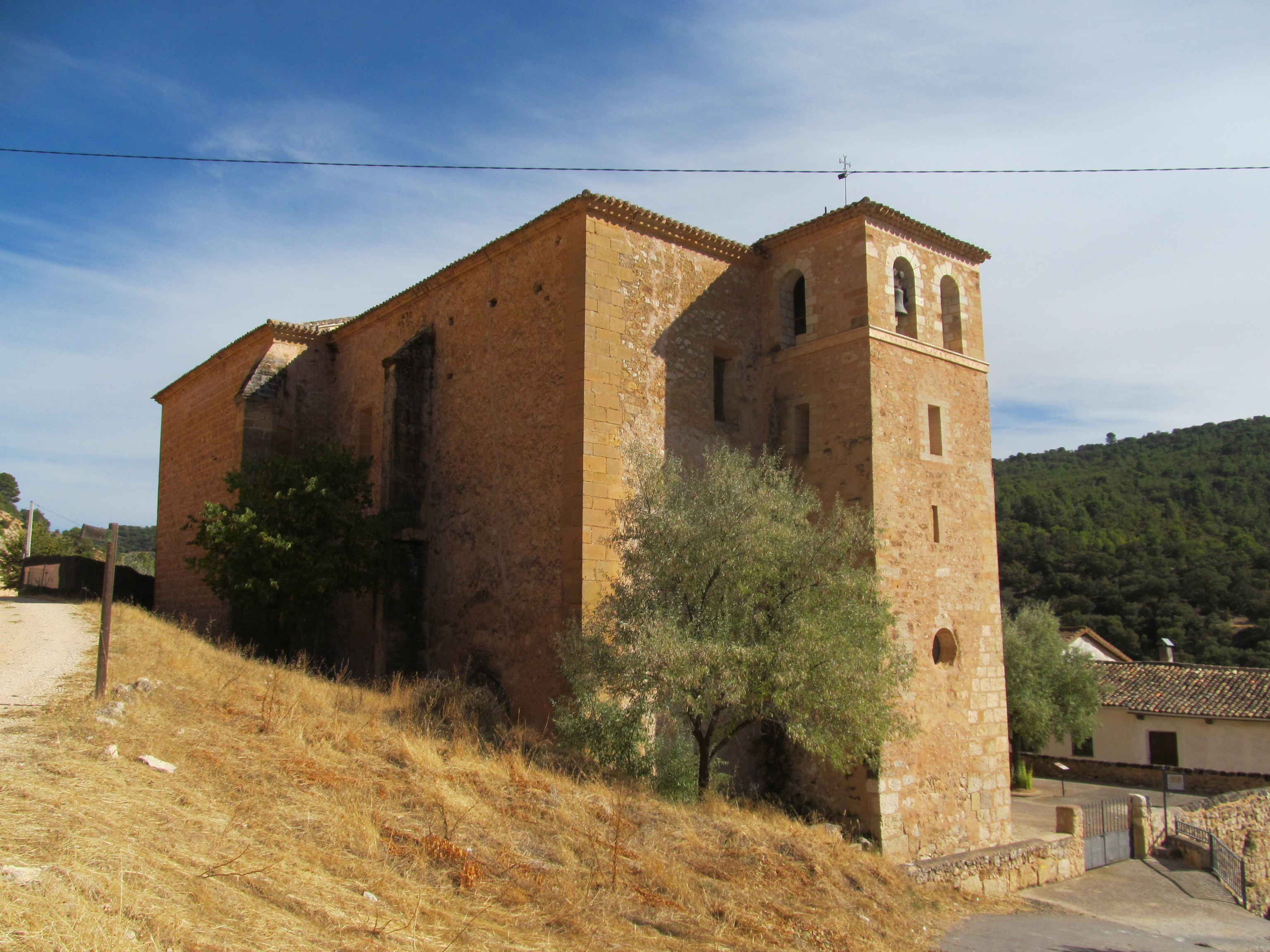
Iglesia de Nuestra Señora de los Huertos

La iglesia de Nuestra Señora de los Huertos en su interior contiene un gran retablo mayor, obra barroca fechada hacia 1730, que combina el estilo de Churriguera y Ribera.
En su plaza Mayor destacan algunas casa solariegas. Asimismo, las ermitas de San Roque y San Sebastián, además de calles de con edificaciones de arquitectura popular alcarreña como se aprecia en la decoración de alerones de madera y los portones adintelados.

## Fiestas y tradiciones
La localidad celebra varias fiestas a lo largo del año. Las más destacadas son la fiesta de Los Cañamones en honor a San Antonio (tercer sábado de junio), Chillarock (un evento organizado por la Asociación Cultural Amigos de Chillarón del Rey el tercer sábado de julio) y las fiestas patronales en honor al Santísimo Cristo de los Remedios (cuarto domingo de agosto).